# ناحیه اشلند، میشیگان
ناحیه اشلند (به انگلیسی: Ashland Township) یک منطقهٔ مسکونی در ایالات متحده آمریکا است که در شهرستان نیویگو، میشیگان واقع شده‌است.
 ناحیه اشلند ۹۱٫۴ کیلومتر مربع مساحت و ۲٬۵۷۰ نفر جمعیت دارد و ۲۳۵ متر بالاتر از سطح دریا واقع شده‌است.